# Eslovenia en los Juegos Paralímpicos de París 2024
Eslovenia estuvo representada en los Juegos Paralímpicos de París 2024 por un total de catorce deportistas, once mujeres y tres hombres.

## Medallistas
El equipo paralímpico esloveno obtuvo las siguientes medallas:
| Nombre                    | Deporte       | Evento                                  |
| ------------------------- | ------------- | --------------------------------------- |
| Oro                       |               |                                         |
| Franček Gorazd Tiršek     | Tiro          | Rifle de aire de pie 10 m SH2 mixto     |
| Plata                     |               |                                         |
| —                         |               |                                         |
| Bronce                    |               |                                         |
| Živa Lavrinc Dejan Fabčič | Tiro con arco | Recurvo por equipos clase abierta mixto |